# Cuspidella mertensi
Cuspidella mertensi är en nässeldjursart som först beskrevs av Brandt 1835.  Cuspidella mertensi ingår i släktet Cuspidella och familjen Campanulinidae. Inga underarter finns listade i Catalogue of Life.